# Lista największych przedsiębiorstw
Poniższa lista przedstawia największe publiczne i prywatne zbiory przedsiębiorstw – działalności gospodarcze należące do jednego właściciela ze względu na ich roczny przychód.
Na liście przedstawione jest 30 przedsiębiorstw o największym przychodzie rocznym przedstawionym w dolarach amerykańskich. Dane przedstawiono według listy Fortune Global 500.

## Lista przedsiębiorstw o największym rocznym przychodzie
| Miejsce | Nazwa przedsiębiorstwa                  | Branża                         | Przychód (mln $) | Zatrudnienie | Symbol giełdowy                 | Siedziba                           | Prezes                   | Źródło |
| ------- | --------------------------------------- | ------------------------------ | ---------------- | ------------ | ------------------------------- | ---------------------------------- | ------------------------ | ------ |
| 1       | Walmart                                 | sprzedaż detaliczna            | 559 151          | 2 300 000    | NYSE: WMT                       | Bentonville, Stany Zjednoczone     | Doug McMillon            | [ 2 ]  |
| 2       | State Grid                              | produkcja energii elektrycznej | 386 618          | 896 360      | przedsiębiorstwo państwowe      | Pekin, Chińska Republika Ludowa    | Xin Baoan                | [ 3 ]  |
| 3       | Amazon.com                              | sprzedaż internetowa           | 386 064          | 1 298 000    | NASDAQ: AMZN                    | Seattle, Stany Zjednoczone         | Andy Jassy               | [ 4 ]  |
| 4       | China National Petroleum Corporation    | paliwa kopalne                 | 283 958          | 1 242 245    | przedsiębiorstwo państwowe      | Pekin, Chińska Republika Ludowa    | Li FanRong               | [ 5 ]  |
| 5       | China Petrochemical Corporation         | paliwa kopalne                 | 283 728          | 553 833      | przedsiębiorstwo państwowe      | Pekin, Chińska Republika Ludowa    | Zhang Yuzhuo             | [ 6 ]  |
| 6       | Apple                                   | informatyka                    | 274 515          | 147 000      | NASDAQ: AAPL                    | Cupertino, Stany Zjednoczone       | Tim Cook                 | [ 7 ]  |
| 7       | CVS Health                              | opieka zdrowotna               | 268 760          | 256 500      | NYSE: CVS                       | Woonsocket, Stany Zjednoczone      | Karen S. Lynch           | [ 8 ]  |
| 8       | UnitedHealth Group                      | opieka zdrowotna               | 257 141          | 330 000      | NYSE: UNH                       | Minnetonka, Stany Zjednoczone      | Andrew Witty             | [ 9 ]  |
| 9       | Toyota                                  | motoryzacja                    | 256 722          | 366 283      | TYO: 7203 NYSE: TM LSE: TYT     | Toyota, Japonia                    | Akio Toyoda              | [ 10 ] |
| 10      | Volkswagen Group                        | motoryzacja                    | 253 965          | 662 575      | FWB: VOW                        | Berlin, Niemcy                     | Herbert Diess            | [ 11 ] |
| 11      | Berkshire Hathaway                      | konglomerat                    | 245 510          | 360 000      | NYSE: BRK.A                     | Omaha, Stany Zjednoczone           | Warren Buffett           | [ 12 ] |
| 12      | McKesson                                | opieka zdrowotna               | 238 228          | 67 500       | NYSE: MCK                       | San Francisco, Stany Zjednoczone   | Brian S. Tyler           | [ 13 ] |
| 13      | China State Construction Engineering    | budownictwo                    | 234 425          | 356 864      | przedsiębiorstwo państwowe      | Pekin, Chińska Republika Ludowa    | Zhou Naixiang            | [ 14 ] |
| 14      | Saudi Aramco                            | paliwa kopalne                 | 229 766          | 79 800       |                                 | Az-Zahran, Arabia Saudyjska        | Amin H. Nasser           | [ 15 ] |
| 15      | Samsung Electronics                     | sprzęt elektroniczny           | 200 734          | 267 937      |                                 | Seul, Korea Południowa             | Hyun-Suk Kim, Ki-Nam Kim | [ 16 ] |
| 16      | Ping An Insurance                       | konglomerat                    | 191 509          | 362 035      | SSE: 601318 SEHK: 2318          | Shenzhen, Chińska Republika Ludowa | Xie Yonglin, Tan Sin Yin | [ 17 ] |
| 17      | AmerisourceBergen                       | opieka zdrowotna               | 189 894          | 21 500       | NYSE: ABC                       | Chesterbrook, Stany Zjednoczone    | Steven H. Collis         | [ 18 ] |
| 18      | BP                                      | paliwa kopalne                 | 183 500          | 68 100       | LSE: BP NYSE: BP                | Londyn, Wielka Brytania            | Bernard Looney           | [ 19 ] |
| 19      | Royal Dutch Shell                       | paliwa kopalne                 | 183 195          | 87 000       | LSE: RDSA NYSE: RDS.A           | Haga, Holandia                     | Ben van Beurden          | [ 20 ] |
| 20      | Industrial and Commercial Bank of China | usługi finansowe               | 182 794          | 439 787      | SSE: 601398 SEHK: 1398          | Pekin, Chińska Republika Ludowa    | Liao Lin                 | [ 21 ] |
| 21      | Alphabet                                | konglomerat                    | 182 527          | 144 056      | NASDAQ: GOOG NASDAQ: GOOGL      | Mountain View, Stany Zjednoczone   | Sundar Pichai            | [ 22 ] |
| 22      | Foxconn                                 | elektronika                    | 181 945          | 878 429      | LSE: HHPD TWSE: 2317            | Tajpej, Republika Chińska          | Young-Way Liu            | [ 23 ] |
| 23      | ExxonMobil                              | paliwa kopalne                 | 181 502          | 72 000       | NYSE: XOM                       | Irving, Stany Zjednoczone          | Darren Woods             | [ 24 ] |
| 24      | Daimler                                 | motoryzacja                    | 175 827          | 288 481      | FWB: DAI                        | Stuttgart, Niemcy                  | Ola Källenius            | [ 25 ] |
| 25      | China Construction Bank                 | usługi finansowe               | 172 000          | 373 815      | SSE: 601939 SEHK: 939 IDX: MCOR | Pekin, Chińska Republika Ludowa    | Tian Guoli               | [ 26 ] |
| 26      | AT&T                                    | telekomunikacja                | 171 760          | 230 760      | NYSE: T                         | Dallas, Stany Zjednoczone          | John Stankey             | [ 27 ] |
| 27      | Microsoft                               | informatyka                    | 168 090          | 181 000      | NASDAQ: MSFT                    | Redmond, Stany Zjednoczone         | Satya Nadella            | [ 28 ] |
| 28      | Costco                                  | sprzedaż detaliczna            | 166 761          | 214 500      | NASDAQ: COST                    | Issaquah, Stany Zjednoczone        | W. Craig Jelinek         | [ 29 ] |
| 29      | Cigna                                   | opieka zdrowotna               | 162 903          | 72 963       | NYSE: CI                        | Bloomfield, Stany Zjednoczone      | David Cordani            | [ 30 ] |
| 30      | Agricultural Bank of China              | usługi finansowe               | 153 885          | 462 592      | SSE: 601288 SEHK: 1288          | Pekin, Chińska Republika Ludowa    | Zhao Huan                | [ 31 ] |